# Dani La Chepi
Daniela Viaggiamari (Boulogne Sur Mer, provincia de Buenos Aires; 7 de octubre de 1979), más conocida por su nombre artístico Dani La Chepi, es una locutora,  actriz, cantante,   comediante e influencer argentina. Fue conductora junto a Joaquín "El Pollo" Álvarez en El gran juego de la oca por Canal 13.

## Carrera
Descendiente de italianos, inició su carrera cuando tenía 16 años. Durante sus estudios, tuvo la oportunidad de actuar en un sketch del programa Feliz Domingo. En televisión trabajó entre 1997 y 1998 tras integrar el elenco del programa juvenil Los Más Más. Luego participó en algunas telenovelas como EnAmorArte, Floricienta, Rincón de luz, Amor mío, Casados con hijos, Casi ángeles, Alma pirata y Resistiré. También trabajó en radio, participando de El Mundo, Pop y Los 40 Principales, donde trabajó con Iván de Pineda. Intervino en emisoras como Radio Belgrano, Pop Radio y Radio El Mundo. También participó en los programas Cortá por Lozano y MasterChef Celebrity Argentina 2.
En cine trabajó en roles de reparto en las películas La boleta (2013), con dirección de Andrés Paternostro, protagonizada por Damián de Santo, Marcelo Mazzarello, Claudio Rissi y Roly Serrano; y en Diez menos (2018), dirigida por Roberto Salomone, junto a Diego Pérez y Daniel Alvaredo.
Dueña de una voz característica, se dio el lujo de cantar junto a Cacho Castaña en el legendario Café La Humedad. En 2020 lanza su tema Que vas a hacer en colaboración con Evelyn Botto y en cuyo video contó con la participación de Hernán Drago. También trabajó en el video Loca de mi corazón, de Manuel Wirzt.
En teatro trabajó en las obras Dani, La Chepi de noche con dirección de Noralih Gago, Final batalla de comediantes y Ella, junto a Ariel Tarico. No solo conduce eventos empresariales y sociales, sino que también lleva adelante su propio show de tango en el cual incluye temas melódicos, presentándose en lugares como San Clemente del Tuyú, Villa Gesell, San Bernardo, Miramar, Pinamar y Mar del Plata.
Fue además autora del libro Lo importante es ser feliz (Planeta, 2018).
Desde 2019 se convirtió en una de las instagramer más reconocidas del país, superando los más de 3 millones de suscriptores, con sus innovadores videos de humor, donde compartió escenas con famosos como Pablo Granados, "El Tucu" López, Rodrigo Guirao Díaz y Mariano Martínez, entre otros. Fue ganadora de un Premio Martín Fierro Digital a la mejor instagramer.
En 2020 cantó junto a Daniel Cardozo.

## Vida privada
Estuvo desde el año 2020 en pareja con  Javier Cordone, un camionero y exfutbolista  a quien conoció casualmente al realizar junto a su hija uno de sus videos durante la cuarentena. El viernes 4 de marzo de 2022 confirmó su separación del exfutbolista Javier Cordone tras 2 años de noviazgo.
En julio de 2022 anunció ser pansexual.

## Filmografía

### Cine
| Año  | Título                                | Papel   | Dirección          |
| ---- | ------------------------------------- | ------- | ------------------ |
| 2013 | La boleta                             | Norma   | Andrés Paternostro |
| 2017 | Hipersomnia                           | Daniela | Gabriel Grieco     |
| 2018 | Diez menos                            | Sandra  | Roberto Salomone   |
| 2018 | Las huellas de mi hija perdida        | Nora    | Agustina Macri     |
| 2019 | La muerte no existe y el amor tampoco | Sofía   | Fernando Salem     |
| 2025 | El novio de mamá                      | Lucía   | Nicolás Silbert    |

### Televisión
| Año       | Título                         | Papel          | Notas                                    |
| --------- | ------------------------------ | -------------- | ---------------------------------------- |
| 1997-1998 | Los Más Más                    | Animadora      |                                          |
| 1999-2000 | Sábado bus                     | Bailarina      |                                          |
| 1999      | Chiquititas                    | Marina         |                                          |
| 1999      | Salvajes                       | Valeria        |                                          |
| 2002      | EnAmorArte                     | Inés «Hilda»   |                                          |
| 2003      | Rincón de luz                  | Roberta        |                                          |
| 2003      | Dr. Amor                       | Teresa Miguéns |                                          |
| 2003      | Resistiré                      | Valeria        |                                          |
| 2005      | Floricienta                    | Catalina       |                                          |
| 2005      | ¿Quién es el jefe?             | Clara          |                                          |
| 2005      | Amor mío                       | Dani           |                                          |
| 2005      | Sábelo todo                    | Animadora      |                                          |
| 2006      | Alma pirata                    | Ana Caride     |                                          |
| 2006      | Casados con hijos              | Yolanda        | Episodio: «Hard Gol Café»                |
| 2007      | Casi ángeles                   | María          |                                          |
| 2008      | B&B                            | Juana          |                                          |
| 2008      | Aquí no hay quien viva         | Amiga de Lucía | Episodio: «Una simple reunión de amigos» |
| 2021      | MasterChef Celebrity Argentina | Participante   | 12.da eliminada                          |
| 2022      | 100 argentinos dicen           | Conductora     | Reemplazo temporal                       |
| 2022      | El gran juego de la oca        | Conductora     |                                          |
| 2022-2023 | El encargado                   | Muriel Baldini |                                          |
| 2024      | Solo vos                       | Humorista      | Especial del Prime Video                 |
| 2024      | Cromañón                       | Susana         |                                          |

### Web
| Año  | Título                          | Papel        | Notas       |
| ---- | ------------------------------- | ------------ | ----------- |
| 2021 | After Hour: La otra competencia | Participante | Ganadora    |
| 2021 | Bake Off Argentina              | Conductora   | Temporada 3 |

## Teatro
- 2018-2019: Dani, La Chepi de noche
- 2019: OOPS! Vol. 10
- 2019: Final batalla de comediantes
- 2019-2020: Ella
- 2022: Solo vos

## Premios y nominaciones
| Año  | Organización                 | Categoría                          | Trabajo       | Resultado | Ref(s) |
| ---- | ---------------------------- | ---------------------------------- | ------------- | --------- | ------ |
| 2017 | Premio Martín Fierro Digital | Mejor contenido humorístico        | Dani La Chepi | Ganadora  | [ 19 ] |
| 2018 | Premio Martín Fierro Digital | Mejor contenido humorístico        | Dani La Chepi | Nominada  | [ 20 ] |
| 2021 | Premio Martín Fierro Digital | Mejor contenido humorístico        | Dani La Chepi | Ganadora  | [ 21 ] |
| 2021 | Premio Martín Fierro Digital | Martín Fierro Digital de Oro Liker | Dani La Chepi | Ganadora  | [ 21 ] |